# Bellona (Isole Salomone)
Bellona è un'isola della Provincia di Rennell e Bellona delle Isole Salomone. La sua lunghezza è circa 10 chilometri e la sua larghezza media è di 2,5 chilometri, ha un'area di circa 17 km² ed è quasi completamente circondata da scogliere coralline alte 30 - 70 metri.

## Popolazione
Bellona è densamente popolato e il suo interno è fertile e lussureggiante, ci sono dieci villaggi
- Matahenua/Matamoana (ovest)
- Honga'ubea
- Tongomainge
- Ngotokanaba
- Pauta
- Ngongona
- Gongau
- Ahenoa
- Matangi
- NukuTonga (est)

Bellona, come Rennell, fa parte della Polinesia periferica ed è una delle isole abitate da polinesiani delle isole Salomone, dove la maggior parte degli abitanti sono melanesiani e in misura minore micronesiani.
| Controllo di autorità | VIAF (EN) 242092596 |